# Freya nannispina
Freya nannispina là một loài nhện trong họ Salticidae.
Loài này thuộc chi Freya. Freya nannispina được Ralph Vary Chamberlin & Wilton Ivie miêu tả năm 1936.